# Cryptolabis parrai
Cryptolabis parrai är en tvåvingeart som beskrevs av Alexander 1946. Cryptolabis parrai ingår i släktet Cryptolabis och familjen småharkrankar. Inga underarter finns listade i Catalogue of Life.